# Пизоње
Пизоње (итал. Pisogne) је насеље у Италији у округу Бреша, региону Ломбардија.
Према процени из 2011. у насељу је живело 5248 становника. Насеље се налази на надморској висини од 190 м.

## Становништво
Према резултатима пописа становништва 2011. у општини је живело 8.112 становника.
| 1951. | 1961. | 1971. | 1981. | 1991. | 2001. | 2011. |
| ----- | ----- | ----- | ----- | ----- | ----- | ----- |
| 6.846 | 7.453 | 7.772 | 7.719 | 7.881 | 7.716 | 8.112 |